# Jorge Henrique Barbosa da Lima
Jorge Henrique Barbosa de Lima (n. Río de Janeiro, Brasil, 6 de agosto de 1979) es un exfutbolista  y entrenador profesional brasileño que jugó como delantero.
Es el futbolista extranjero que ha militado con más clubes en la liga costarricense con 11 clubes.

## Clubes

### Como jugador
| Club                                     | País       | Año         |
| ---------------------------------------- | ---------- | ----------- |
| Ceres Futebol Clube                      | Brasil     | 1999 - 2002 |
| Municipal de Perez Zeledón               | Costa Rica | 2002        |
| Municipal Osa                            | Costa Rica | 2002 - 2003 |
| Santa Bárbara                            | Costa Rica | 2003 - 2004 |
| Santos de Guápiles                       | Costa Rica | 2004 - 2006 |
| Puntarenas Futbol Club                   | Costa Rica | 2006 - 2008 |
| Brujas FC                                | Costa Rica | 2008 - 2009 |
| Club Sport Cartaginés                    | Costa Rica | 2009 - 2010 |
| Barrio México                            | Costa Rica | 2010 - 2011 |
| Orión FC                                 | Costa Rica | 2011        |
| Club Sport Herediano                     | Costa Rica | 2011 - 2012 |
| Antigua GFC                              | Guatemala  | 2012 - 2013 |
| Club Sport Herediano                     | Costa Rica | 2013        |
| Club de Fútbol UCR                       | Costa Rica | 2013 - 2015 |
| Carmelita                                | Costa Rica | 2015 - 2016 |
| Puntarenas Fútbol Club                   | Costa Rica | 2016 - 2017 |
| Asociación Deportiva Juventud Escazuceña | Costa Rica | 2017 - 2018 |
| Barrio México                            | Costa Rica | 2019        |

### Como Auxiliar Técnico
| Club                                     | País       | Año  | Asistente de      |
| ---------------------------------------- | ---------- | ---- | ----------------- |
| Asociación Deportiva Municipal Turrialba | Costa Rica | 2023 | Christian Montero |

## Palmarés

### Títulos nacionales
| Título           | Club                 | Año           |
| ---------------- | -------------------- | ------------- |
| Primera División | Brujas Fútbol Club   | Invierno 2009 |
| Primera División | Club Sport Herediano | Verano 2012   |
| Primera División | Club Sport Herediano | Verano 2013   |

### Títulos internacionales
| Título                       | Club                   | Año  |
| ---------------------------- | ---------------------- | ---- |
| Copa Interclubes de la Uncaf | Puntarenas Fútbol Club | 2006 |